# 巴扎尼夫卡
50°40′46″N 31°56′54″E / 50.67944°N 31.94833°E
巴扎尼夫卡（烏克蘭語：Бажанівка），是烏克蘭的村落，位於該國北部切爾尼戈夫州，由普里盧基區負責管轄，始建於1600年，面積0.77平方公里，海拔高度130米，2001年人口135，人口密度每平方公里174.87人。